# Селеньи, Иван
Иван Селеньи (венг. Iván Szelényi, 17 апреля 1938, Будапешт) — венгерско-американский социолог, почётный профессор и декан факультета социальных наук Нью-Йоркского университета в Абу-Даби. Специализируется на проблематике глобальных неравенств, постсоциалистических трансформаций в странах Центрально-Восточной Европы и проблемах современного капитализма. Его работа «Построение капитализма без капиталистов» («Making Capitalism Without Capitalists: The New Ruling Elites in Eastern Europe»), написанная в соавторстве, является одним из самых известных исследований классообразования в постсоциалистических обществах при переходе к капитализму.

## Биография
Учился на факультете внешней торговли в Университете экономических наук имени Карла Маркса в Будапеште, который окончил в 1960 г. После окончания работал в Центральном статистическом управлении Венгрии. Получил стипендию Форда и учился в Калифорнийском университете в Беркли в течение одного года. После возвращения был научным сотрудником Института социологии Венгерской Академии наук, где в 1973 году получил звание кандидата наук. В 1974 году стенограмма книги «Интеллектуалы на пути к классовой власти», которую он написал с коллегой Конрадом Дьердем, была вывезена из Венгрии. Книга содержала критическую оценку обществ «реального социализма». После этого, Селеньи был арестован, а затем выслан из Венгрии и лишён гражданства.
В 1975 году он был приглашенным профессором-исследователем в Университете Кента. Через год был приглашен в Университет Флиндерс в Южной Австралии, где был профессором социологии и заведующим кафедрой до 1980 г. В 1981 г. перешёл в Университет Висконсин-Мэдисон, где был профессором социологии в течение пяти лет. После этого его назначили заслуженным профессором социологии, директором Центра социальных исследований и исполнительным директором Программы социологии городского университета Нью-Йорка. С 1988 по 1999 год работал профессором социологии Калифорнийского университета (в 1992—1995 гг. был заведующим кафедрой). В 1999 году был назначен профессором социологии и профессором политологии в Йельском университете. В 2010 году стал деканом социальных наук Нью-Йоркского университета Абу-Даби.
После политических перемен в Венгрии, его гражданство было восстановлено. В 1990 году получил степень доктора наук и стал членом-корреспондентом Академии наук Венгрии. В 2006 г. он получил высшую государственную награду за научную работу, а через два года он стал почётным гражданином Будапешта. Кроме того, он был избран членом Американской академии искусств и наук в 2000 году.
Является отцом троих детей: его старшая дочь, Сонжа Селеньи («Szonja Szelényi», сейчас имеет фамилию «Ivester»), преподает социологию в Университете Калифорнии, Беркли, младшая дочь Лилла Селеньи является судьей в Окленде, штат Калифорния, а сын Балаж («Balázs») преподает историю в Бостонском колледже.

## Работы
- «Ladányi, János; Szelényi, Iván.» Patterns of Exclusion: Constructing Gypsy Ethnicity and the Making of an Underclass in Transitional Societies of Europe. — New York: East European Monographs, 2006. ISBN 0880335742.
- «King, Lawrence Peter; Szelényi, Iván.» Theories Of The New Class: Intellectuals And Power. Contradictions of Modernity. — Minneapolis: University of Minnesota Press, 2004. ISBN 081664344X.
- «Eyal, Gil; Szelényi, Iván; Townsley, Eleanor .» Making Capitalism Without Capitalists: The New Ruling Elites in Eastern Europe. — London: Verso, 1998.
  - Иван Селеньи, Гил Эял, Элеанор Тоунсли Построение капитализма без капиталистов. Образование классов и борьба элит в посткоммунистической Центральной Европе / пер. с англ. И. Беляевой; отв ред. А. Куценко. — К.: Ин-т социол. НАН Украины, 2008. — 320 с. ISBN 978-966-02-4993-6
- «Szelényi, Iván.» Socialist Entrepreneurs: Embourgeoisement in Rural Hungary. — Madison: University of Wisconsin Press, 1988. ISBN 0299113647.
- «Szelényi, Iván.» Urban Inequalities Under State Socialism. New York: Oxford University Press, 1983. ISBN 0198771762.
- «Konrád, György; Szelényi, Iván.» The Intellectuals on the Road to Class Power: A Sociological Study of the Role of the Intelligentsia in Socialism. — San Diego: Harcourt Brace Jovanovich, 1979. ISBN 0151778604.
- Интеллигенция и власть: опыт Восточной Европы. 1960-е — 80-е гг. // Рубеж. 1995. — № 6-7.
- Тройной кризис американской социологии // Глобальный диалог. Том 5 / № 2 / Июнь 2015
- Петер Михайи, Иван Селеньи. Получатели ренты: прибыли, заработки и неравенство (верхние 20 %) = Rent-seekers, profits, wages and inequality: The top 20 %. / Пер. с англ. — М. : Магистр, 2020. — 174, [1] с. : табл. ISBN 978-5-9776-0518-2